# Société contre la violence
Le mouvement La société contre la violence (en slovaque Verejnosť proti násiliu VPN, littéralement Le public contre la violence) est un mouvement civique contestataire actif en République socialiste slovaque lors de la Révolution de velours en 1989.  Son équivalent tchèque est le Forum civique (Občanské fórum).
VPN regroupe des dissidents slovaques comme Milan Kňažko, Ján Budaj, Fedor Gál, Peter Zajac, Martin Bútora, Jozef Kučerák rejoints par Alexander Dubček et milite pour le remplacement de la démocratie populaire tchécoslovaque en une démocratie occidentale. Il demande des élections libres et une nouvelle constitution. 
Le mouvement ne survivra guère à la fin de la République socialiste tchécoslovaque et se divisera en plusieurs partis, notamment le Mouvement pour une Slovaquie démocratique de Vladimír Mečiar, qui prend le dessus, et l'Union démocratique civique (Občianska demokratická únia ODÚ), qui disparaît bientôt de la scène politique après un échec aux élections de 1992 malgré la présence dans ses rangs de plusieurs membres du gouvernement sortant. 

## Résultats électoraux

### Élections législatives tchécoslovaques

#### Chambre du Peuple
| Année | Voix      | %     | Sièges   | Rang | Position                 |
| ----- | --------- | ----- | -------- | ---- | ------------------------ |
| 1990  | 1 104 125 | 10,4% | 19 / 150 | 3e   | Gouvernement Majoritaire |

#### Chambre de Nations
| Année | Voix      | %     | Sièges   | Rang | Position                 |
| ----- | --------- | ----- | -------- | ---- | ------------------------ |
| 1990  | 1 262 278 | 11,9% | 33 / 150 | 3e   | Gouvernement Majoritaire |

### Élections législatives slovaques
| Année | Voix    | %      | Sièges   | Rang | Gouvernement          |
| ----- | ------- | ------ | -------- | ---- | --------------------- |
| 1990  | 991 285 | 29,35% | 48 / 150 | 1er  | Mečiar I, Čarnogurský |